# Synegia pallens
Synegia pallens là một loài bướm đêm trong họ Geometridae.